# Peter Kormann
Peter Kormann est un gymnaste artistique américain né le 21 juin 1955 à Braintree.

## Biographie
Lors des Jeux olympiques d'été de 1976 se tenant à Montréal, il remporte la médaille de bronze dans l'épreuve du sol.